# Legion (2010)
Legion is een Amerikaanse fantasy/reli-horrorfilm uit 2010 onder regie van Scott Stewart. 

## Verhaal
Aartsengel Michaël (Paul Bettany) daalt neer op Aarde, snijdt zijn vleugels van zijn rug en zet koers richting het eettentje Paradise Falls aan de rand van de Mojavewoestijn. Als hij daar aankomt, begint hij de aanwezigen te bewapenen. Buiten wordt de lucht zwart en er komen grote hoeveelheden auto's aangereden. De inzittenden daarvan blijken stuk voor stuk bezeten en gekomen om iedereen binnen Paradise Falls te vermoorden. Michaël legt uit dat God de mensheid heeft opgegeven en zijn engelen heeft gestuurd om die uit te roeien. Hijzelf kreeg de opdracht om de baby van de zwangere Charlie (Adrianne Palicki) te doden, de laatste hoop van de mens. Michaël zelf wil de mensheid echter nog niet opgeven. Daarom weigert hij zijn opdracht uit te voeren en helpt hij de inzittenden van Paradise Falls - en specifiek Charlie - juist in de overlevingsstrijd tegen de troepen van de toornige God.

## Rolverdeling
- Paul Bettany - Michaël
- Lucas Black - Jeep Hanson
- Tyrese Gibson - Kyle Williams
- Adrianne Palicki - Charlie
- Charles S. Dutton - Percy Walker
- Jon Tenney - Howard Anderson
- Kevin Durand - Gabriel
- Willa Holland - Audrey Anderson
- Kate Walsh - Sandra Anderson
- Dennis Quaid - Bob Hanson
- Jeanette Miller - Gladys Foster
- Josh Stamberg - Burton
- Yancey Arias - Estevez